# Liste der Kulturdenkmale in Berlin-Adlershof

Lage von Adlershof in Berlin

In der Liste der Kulturdenkmale von Adlershof sind die Kulturdenkmale des Berliner Ortsteils Adlershof im Bezirk Treptow-Köpenick aufgeführt.

## Denkmalbereiche (Ensembles)
| 09045265 | Anna-Seghers-Straße 141, 144, 149 (Lage) | Wohnhäuser |                                                                                               |                             |
| 09045265 | Anna-Seghers-Straße 141, 144, 149 (Lage) | Wohnhäuser | Bestandteile des Ensembles:                                                                   |                             |
| 09045265 | Anna-Seghers-Straße 141, 144, 149 (Lage) | Wohnhäuser | 09045266 – Anna-Seghers-Straße 141, Wohnhaus mit Einfriedung, 1893 von Oskar Poseck (Lage)    | Anna-Seghers-Straße 141-143 |
| 09045265 | Anna-Seghers-Straße 141, 144, 149 (Lage) | Wohnhäuser | Remise, 1893 von Oskar Poseck                                                                 |                             |
| 09045265 | Anna-Seghers-Straße 141, 144, 149 (Lage) | Wohnhäuser | Garagenanbau, 1912 von Albert Pförtner                                                        |                             |
| 09045265 | Anna-Seghers-Straße 141, 144, 149 (Lage) | Wohnhäuser | 09045267 – Anna-Seghers-Straße 144, Wohnhaus mit Einfriedung, 1892 von Heinrich Müller (Lage) | Anna-Seghers-Straße 144     |
| 09045265 | Anna-Seghers-Straße 141, 144, 149 (Lage) | Wohnhäuser | Hinterhaus, 1892 von Heinrich Müller                                                          |                             |
| 09045265 | Anna-Seghers-Straße 141, 144, 149 (Lage) | Wohnhäuser | 09045268 – Anna-Seghers-Straße 149, Wohnhaus mit Einfriedung, 1890 (Lage)                     | Anna-Seghers-Straße 149     |
| 09045265 | Anna-Seghers-Straße 141, 144, 149 (Lage) | Wohnhäuser | Remise, 1890                                                                                  |                             |

## Denkmalbereiche (Gesamtanlagen)
| Nr.      | Lage | Offizielle Bezeichnung                                 | Beschreibung | Bild                                                            |
| -------- | --- | ------------------------------------------------------ | --- | --------------------------------------------------------------- |
| 09045271 | Abtstraße 1/11 (Lage) Adlergestell 261 (Lage) Anna-Seghers-Straße 114–116 (Lage) | Wohnanlage                                             | errichtet von 1929 bis 1930 Ausführung: Georg Jacobowitz Bauherr: Mechanische Feinweberei Adlershof | Abtstraße                                                       |
| 09045276 | Adlergestell 250–254 (Lage) | Wohnhäuser für Bahnarbeiter der Görlitzer Bahn         | Nr. 250, errichtet um 1885 für Bahnarbeiter der Görlitzer Bahn, Erweiterung 1907 Entwurf: Metzenbach Bauherr: Königliche Eisenbahndirektion |                                                                 |
| 09045276 | Adlergestell 250–254 (Lage) | Wohnhäuser für Bahnarbeiter der Görlitzer Bahn         | Nr. 254 |                                                                 |
| 09045276 | Adlergestell 250–254 (Lage) | Wohnhäuser für Bahnarbeiter der Görlitzer Bahn         | Remise |                                                                 |
| 09045269 | Adlergestell 267–267a, 269–269a (Lage) Anna-Seghers-Straße 134/136 (Lage) Radickestraße 67/75 (Lage) | Wohnanlage mit Gartenhof                               | Wohnanlage, errichtet von 1929 bis 1930 Entwurf: Franz Vogt Ausführung: Georg Jacobowitz Bauherr: Mechanische Feinweberei Adlershof | Wohnanlage Adlergestell 267-267a, 269-269a von Südosten gesehen |
| 09045269 | Adlergestell 267–267a, 269–269a (Lage) Anna-Seghers-Straße 134/136 (Lage) Radickestraße 67/75 (Lage) | Wohnanlage mit Gartenhof                               | Gartenhof |                                                                 |
| 09045251 | Adlergestell 327 Glienicker Weg 125/127 (Lage) | Bärensiegel, Fabrik                                    | Verwaltungsgebäude, errichtet von 1904 bis 1906 Entwurf: Max Jacob Ausführung: Albert Pförtner Bauherr: C. A. F. Kahlbaum | Verlassenes Fabrikgebäude von Bärensiegel                       |
| 09045251 | Adlergestell 327 Glienicker Weg 125/127 (Lage) | Bärensiegel, Fabrik                                    | Lagergebäude |                                                                 |
| 09045251 | Adlergestell 327 Glienicker Weg 125/127 (Lage) | Teilverlust: Vorbau                                    | Vorbau gegen 2014 abgerissen | Verlassenes Fabrikgebäude von Bärensiegel                       |
| 09045221 | Anna-Seghers-Straße 81 Silberberger Straße 21/27 (Lage) | Wohnanlage mit Anna-Seghers-Gedenkstätte               | Anna-Seghers-Gedenkstätte errichtet 1984; Entwurf und Bauherr: Akademie der Künste Berlin Anna Seghers wohnte von 1955 bis zu ihrem Tode 1983 in der Volkswohlstraße 81 (heute: Anna-Seghers-Straße)                                                | Anna-Seghers-Gedenkstätte                                       |
| 09045221 | Anna-Seghers-Straße 81 Silberberger Straße 21/27 (Lage) | Wohnanlage mit Anna-Seghers-Gedenkstätte               | Wohnanlage errichtet von 1953 bis 1954 Entwurf: Entwurfsbüro der Deutschen Akademie der Wissenschaften zu Berlin |                                                                 |
| 09045270 | Anna-Seghers-Straße 118–122 (Lage) Abtstraße 8–12 (Lage) Weerthstraße 7–11 (Lage) | Wohnanlage Süßer Grund                                 | errichtet von 1929 bis 1930 Entwurf: Ludwig Karl Hilberseimer Ausführung: Georg Jacobowitz Bauherr: Mechanische Feinweberei Adlershof |                                                                 |
| 09045244 | Carl-Scheele-Straße 6–16 (Lage) Max-Bornstraße 4 (Lage) Schwarzschildstraße 3 (Lage) | Akademiewerkstätten für Forschungsbedarf               | Forschungseinrichtung, Großer Zeilenbau, Gebäude 19.1–2 errichtet von 1960 bis 1965 Entwurf: Alfred Kraus Ausführung: VEB Industriebau Berlin und VEB Betonwerk Grünau Bauherr: Deutsche Akademie der Wissenschaften                                | Akademiewerkstätten für Forschungsbedarf                        |
| 09045244 | Carl-Scheele-Straße 6–16 (Lage) Max-Bornstraße 4 (Lage) Schwarzschildstraße 3 (Lage) | Akademiewerkstätten für Forschungsbedarf               | Forschungseinrichtung, 4 Zeilenbauten, 19.5–8 | Akademiewerkstätten für Forschungsbedarf                        |
| 09045244 | Carl-Scheele-Straße 6–16 (Lage) Max-Bornstraße 4 (Lage) Schwarzschildstraße 3 (Lage) | Akademiewerkstätten für Forschungsbedarf               | Forschungseinrichtung, Max-Born-Institut mit 2 Hallen, 19.11–13 | Akademiewerkstätten für Forschungsbedarf                        |
| 09045275 | Florian-Geyer-Straße 70–78, 86–94 (Lage) | Wohnhausgruppen der Berliner Baugenossenschaft         | errichtet von 1897 bis 1899 Entwurf: Gabriel Wohlgemuth Ausführung: Bauabteilung der Berliner Baugenossenschaft Bauherr: Berliner Baugenossenschaft GmbH                                                                                            | Florian-Geyer-Straße 86–94                                      |
| 09045279 | Florian-Geyer-Straße 97, 109 (Lage) | Fabrik C. J. Vogel                                     | |                                                                 |
| 09045279 | Florian-Geyer-Straße 97, 109 (Lage) | Fabrik C. J. Vogel                                     | Bestandteile der Gesamtanlage: |                                                                 |
| 09045279 | Florian-Geyer-Straße 97, 109 (Lage) | Fabrik C. J. Vogel                                     | Verwaltungsgebäude – errichtet 1907 Entwurf und Ausführung: Albert Pförtner Bauherr: C. J. Vogel Drahtfabrik |                                                                 |
| 09045279 | Florian-Geyer-Straße 97, 109 (Lage) | Fabrik C. J. Vogel                                     | Produktionsgebäude – errichtet um 1922 Entwurf: Liebenow und Schmidt-Werden Bauherr: C. J. Vogel Drahtfabrik |                                                                 |
| 09045274 | Gemeinschaftsstraße 13–39, 20–48 (Lage) Florian-Geyer-Straße 45–52 (Lage) | Holzhaussiedlung                                       | errichtet 1919 Ausführung: Firma Christoph & Unmack Bauherr: Wohnungsverband Groß-Berlin |                                                                 |
| 09045272 | Genossenschaftsstraße 37–68 Helbigstraße 17–31 (Lage) | Siedlung der Berliner Baugenossenschaft mit Gartenland | errichtet von 1886 bis 1892 Entwurf: Gabriel Wohlgemuth Ausführung und Bauherr: Berliner Baugenossenschaft GmbH |                                                                 |
| 09045245 | Moriz-Seeler-Straße 1–7 Franz-Ehrlich-Straße 12 (Lage) | Fernsehzentrum Adlershof                               | Gebäude H2, 1949–1951 von Wolfgang Wunsch Entwurf: Wolfgang Wunsch und Franz Ehrlich Bauherr: Deutscher Fernsehfunk | Fernsehzentrum                                                  |
| 09045245 | Moriz-Seeler-Straße 1–7 Franz-Ehrlich-Straße 12 (Lage) | Fernsehzentrum Adlershof                               | Gebäude H3 |                                                                 |
| 09045245 | Moriz-Seeler-Straße 1–7 Franz-Ehrlich-Straße 12 (Lage) | Fernsehzentrum Adlershof                               | Gebäude S5 |                                                                 |
| 09045245 | Moriz-Seeler-Straße 1–7 Franz-Ehrlich-Straße 12 (Lage) | Fernsehzentrum Adlershof                               | Fernsehgarten mit Freiraumplastiken, 1987–1988 |                                                                 |
| 09030137 | Otto-Franke-Straße 7–20 (Lage) Büchnerweg 7–17 (Lage) Glienicker Weg 100–110a (Lage) Wassermannstraße 117–121, 121a–c, 123–129, 133–135 (Lage) | Wohnanlage                                             | errichtet von 1936 bis 1937 Entwurf: Max R.B. Abicht, Johannes Ruppert Ausführung: Richard Kettner Bauherr: Wohnungsbaugesellschaft Eintracht | Otto-Franke-Straße                                              |
| 09045242 | Rudower Chaussee 17–21, 24–38 Aerodynamischer Park Akademieplatz Albert-Einstein-Straße 5/11, 12 Boveristraße Brook-Taylor-Straße 1, 4/12 Carl-Scheele-Straße Erich-Thilo-Straße 8 Friedrich-Wöhler-Straße 1 Gottfried-Leibniz-Straße Gustav-Kirchhoff-Straße 1, 4 James-Franck-Straße Kekuléstraße 2–5 Kroneckerstraße Ludwig-Boltzmann-Straße 1, 3 Magnusstraße Max-Planck-Straße 6 Max-Born-Straße Newtonstraße 16, 18 Schwarzschildstraße 13, 14 Volmerstraße 2 Zum Trudelturm (Lage) | Deutsche Versuchsanstalt für Luftfahrt                 | Forschungseinrichtung (Aerodynamischer Park) errichtet von 1932 bis 1939 Entwurf: Hermann Brenner und Werner Deutschmann Ausführung: Dyckerhoff und Widmann & Beton- und Monierbau AG Bauherr: Deutsche Versuchsanstalt für Luftfahrt               | WISTA Technology Park                                           |
| 09045242 | Rudower Chaussee 17–21, 24–38 Aerodynamischer Park Akademieplatz Albert-Einstein-Straße 5/11, 12 Boveristraße Brook-Taylor-Straße 1, 4/12 Carl-Scheele-Straße Erich-Thilo-Straße 8 Friedrich-Wöhler-Straße 1 Gottfried-Leibniz-Straße Gustav-Kirchhoff-Straße 1, 4 James-Franck-Straße Kekuléstraße 2–5 Kroneckerstraße Ludwig-Boltzmann-Straße 1, 3 Magnusstraße Max-Planck-Straße 6 Max-Born-Straße Newtonstraße 16, 18 Schwarzschildstraße 13, 14 Volmerstraße 2 Zum Trudelturm (Lage) | Deutsche Versuchsanstalt für Luftfahrt                 | Institutsgebäude, 1935–1936: Hauptgebäude (12.1–2), Institut für Luftbildwesen und Navigation (12.5–6) u. a., Institut für Elektrophysik (12.8), Institut für Werkstoffforschung (11.1–3, 11.5–6), Institut für Triebwerksmechanik (11.10–12) u. a. |                                                                 |
| 09045242 | Rudower Chaussee 17–21, 24–38 Aerodynamischer Park Akademieplatz Albert-Einstein-Straße 5/11, 12 Boveristraße Brook-Taylor-Straße 1, 4/12 Carl-Scheele-Straße Erich-Thilo-Straße 8 Friedrich-Wöhler-Straße 1 Gottfried-Leibniz-Straße Gustav-Kirchhoff-Straße 1, 4 James-Franck-Straße Kekuléstraße 2–5 Kroneckerstraße Ludwig-Boltzmann-Straße 1, 3 Magnusstraße Max-Planck-Straße 6 Max-Born-Straße Newtonstraße 16, 18 Schwarzschildstraße 13, 14 Volmerstraße 2 Zum Trudelturm (Lage) | Deutsche Versuchsanstalt für Luftfahrt                 | Versuchsgebäude, 1932–1939: Betrieb Nord (17.7–9), Elektrische Zentrale (17.5), Institutsgebäude (17.11–13), Werkstatt (18.14), Laboratoriumsgebäude der DVL, 1912–1914 (Newtonstraße 1)                                                            |                                                                 |
| 09045242 | Rudower Chaussee 17–21, 24–38 Aerodynamischer Park Akademieplatz Albert-Einstein-Straße 5/11, 12 Boveristraße Brook-Taylor-Straße 1, 4/12 Carl-Scheele-Straße Erich-Thilo-Straße 8 Friedrich-Wöhler-Straße 1 Gottfried-Leibniz-Straße Gustav-Kirchhoff-Straße 1, 4 James-Franck-Straße Kekuléstraße 2–5 Kroneckerstraße Ludwig-Boltzmann-Straße 1, 3 Magnusstraße Max-Planck-Straße 6 Max-Born-Straße Newtonstraße 16, 18 Schwarzschildstraße 13, 14 Volmerstraße 2 Zum Trudelturm (Lage) | Deutsche Versuchsanstalt für Luftfahrt                 | Rudower Chaussee 24 (Lage) Forum Adlershof | Forum Adlershof                                                 |
| 09045242 | Rudower Chaussee 17–21, 24–38 Aerodynamischer Park Akademieplatz Albert-Einstein-Straße 5/11, 12 Boveristraße Brook-Taylor-Straße 1, 4/12 Carl-Scheele-Straße Erich-Thilo-Straße 8 Friedrich-Wöhler-Straße 1 Gottfried-Leibniz-Straße Gustav-Kirchhoff-Straße 1, 4 James-Franck-Straße Kekuléstraße 2–5 Kroneckerstraße Ludwig-Boltzmann-Straße 1, 3 Magnusstraße Max-Planck-Straße 6 Max-Born-Straße Newtonstraße 16, 18 Schwarzschildstraße 13, 14 Volmerstraße 2 Zum Trudelturm (Lage) | Deutsche Versuchsanstalt für Luftfahrt                 | Rudower Chaussee 26 (Lage) Erwin-Schrödinger-Zentrum | Erwin-Schrödinger-Zentrum                                       |
| 09045242 | Rudower Chaussee 17–21, 24–38 Aerodynamischer Park Akademieplatz Albert-Einstein-Straße 5/11, 12 Boveristraße Brook-Taylor-Straße 1, 4/12 Carl-Scheele-Straße Erich-Thilo-Straße 8 Friedrich-Wöhler-Straße 1 Gottfried-Leibniz-Straße Gustav-Kirchhoff-Straße 1, 4 James-Franck-Straße Kekuléstraße 2–5 Kroneckerstraße Ludwig-Boltzmann-Straße 1, 3 Magnusstraße Max-Planck-Straße 6 Max-Born-Straße Newtonstraße 16, 18 Schwarzschildstraße 13, 14 Volmerstraße 2 Zum Trudelturm (Lage) | Deutsche Versuchsanstalt für Luftfahrt                 | Newtonstraße 17 (Lage) Trudelturm | Trudelturm                                                      |
| 09045242 | Rudower Chaussee 17–21, 24–38 Aerodynamischer Park Akademieplatz Albert-Einstein-Straße 5/11, 12 Boveristraße Brook-Taylor-Straße 1, 4/12 Carl-Scheele-Straße Erich-Thilo-Straße 8 Friedrich-Wöhler-Straße 1 Gottfried-Leibniz-Straße Gustav-Kirchhoff-Straße 1, 4 James-Franck-Straße Kekuléstraße 2–5 Kroneckerstraße Ludwig-Boltzmann-Straße 1, 3 Magnusstraße Max-Planck-Straße 6 Max-Born-Straße Newtonstraße 16, 18 Schwarzschildstraße 13, 14 Volmerstraße 2 Zum Trudelturm (Lage) | Deutsche Versuchsanstalt für Luftfahrt                 | Newtonstraße 18 (Lage) Großer Windkanal | Großer Windkanal                                                |
| 09045242 | Rudower Chaussee 17–21, 24–38 Aerodynamischer Park Akademieplatz Albert-Einstein-Straße 5/11, 12 Boveristraße Brook-Taylor-Straße 1, 4/12 Carl-Scheele-Straße Erich-Thilo-Straße 8 Friedrich-Wöhler-Straße 1 Gottfried-Leibniz-Straße Gustav-Kirchhoff-Straße 1, 4 James-Franck-Straße Kekuléstraße 2–5 Kroneckerstraße Ludwig-Boltzmann-Straße 1, 3 Magnusstraße Max-Planck-Straße 6 Max-Born-Straße Newtonstraße 16, 18 Schwarzschildstraße 13, 14 Volmerstraße 2 Zum Trudelturm (Lage) | Deutsche Versuchsanstalt für Luftfahrt                 | Newtonstraße 16 (Lage) Schallgedämpfter Motorenprüfstand (18.22) | Schallgedämpfter Motorprüfstand                                 |
| 09045242 | Rudower Chaussee 17–21, 24–38 Aerodynamischer Park Akademieplatz Albert-Einstein-Straße 5/11, 12 Boveristraße Brook-Taylor-Straße 1, 4/12 Carl-Scheele-Straße Erich-Thilo-Straße 8 Friedrich-Wöhler-Straße 1 Gottfried-Leibniz-Straße Gustav-Kirchhoff-Straße 1, 4 James-Franck-Straße Kekuléstraße 2–5 Kroneckerstraße Ludwig-Boltzmann-Straße 1, 3 Magnusstraße Max-Planck-Straße 6 Max-Born-Straße Newtonstraße 16, 18 Schwarzschildstraße 13, 14 Volmerstraße 2 Zum Trudelturm (Lage) | Deutsche Versuchsanstalt für Luftfahrt                 | Brook-Taylor-Straße 6 (Lage) Motorenhöhenprüfstand (18.2–4) | Motoren-Höhenprüfstand                                          |
| 09045242 | Rudower Chaussee 17–21, 24–38 Aerodynamischer Park Akademieplatz Albert-Einstein-Straße 5/11, 12 Boveristraße Brook-Taylor-Straße 1, 4/12 Carl-Scheele-Straße Erich-Thilo-Straße 8 Friedrich-Wöhler-Straße 1 Gottfried-Leibniz-Straße Gustav-Kirchhoff-Straße 1, 4 James-Franck-Straße Kekuléstraße 2–5 Kroneckerstraße Ludwig-Boltzmann-Straße 1, 3 Magnusstraße Max-Planck-Straße 6 Max-Born-Straße Newtonstraße 16, 18 Schwarzschildstraße 13, 14 Volmerstraße 2 Zum Trudelturm (Lage) | Deutsche Versuchsanstalt für Luftfahrt                 | Friedrich-Wöhler-Straße (Lage) Flugzeughangar (20.1–2) | Flugzeughangar Friedrich-Wöhler-Straße                          |
| 09045242 | Rudower Chaussee 17–21, 24–38 Aerodynamischer Park Akademieplatz Albert-Einstein-Straße 5/11, 12 Boveristraße Brook-Taylor-Straße 1, 4/12 Carl-Scheele-Straße Erich-Thilo-Straße 8 Friedrich-Wöhler-Straße 1 Gottfried-Leibniz-Straße Gustav-Kirchhoff-Straße 1, 4 James-Franck-Straße Kekuléstraße 2–5 Kroneckerstraße Ludwig-Boltzmann-Straße 1, 3 Magnusstraße Max-Planck-Straße 6 Max-Born-Straße Newtonstraße 16, 18 Schwarzschildstraße 13, 14 Volmerstraße 2 Zum Trudelturm (Lage) | Deutsche Versuchsanstalt für Luftfahrt                 | Ludwig-Boltzmann-Straße 3 (Lage) Flugzeughangar (20.5) | Flugzeughangar Ludwig-Boltzmann-Straße                          |
| 09045242 | Rudower Chaussee 17–21, 24–38 Aerodynamischer Park Akademieplatz Albert-Einstein-Straße 5/11, 12 Boveristraße Brook-Taylor-Straße 1, 4/12 Carl-Scheele-Straße Erich-Thilo-Straße 8 Friedrich-Wöhler-Straße 1 Gottfried-Leibniz-Straße Gustav-Kirchhoff-Straße 1, 4 James-Franck-Straße Kekuléstraße 2–5 Kroneckerstraße Ludwig-Boltzmann-Straße 1, 3 Magnusstraße Max-Planck-Straße 6 Max-Born-Straße Newtonstraße 16, 18 Schwarzschildstraße 13, 14 Volmerstraße 2 Zum Trudelturm (Lage) | Teilverlust:                                           | Hauptpförtnerei (Gebäude 12.3–4), Abriss nach 2001 |                                                                 |
| 09045273 | Zinsgutstraße 51–76 (Lage) Büchnerweg 1–5 (Lage) Glienicker Weg 88–96 (Lage) Otto-Franke-Straße 2–6 Wassermannstraße 121D (Lage) | Wohnanlage Zinsgutstraße                               | errichtet von 1929 bis 1931 Entwurf: Julius Schüler Ausführung: Lerche und Nippert Bauherr: Berliner Grundstücks- und Terrain A.G. | Wohnanlage Zinsgutstraße von Südosten gesehen                   |
| 09045273 | Zinsgutstraße 51–76 (Lage) Büchnerweg 1–5 (Lage) Glienicker Weg 88–96 (Lage) Otto-Franke-Straße 2–6 Wassermannstraße 121D (Lage) | Wohnanlage Zinsgutstraße                               | Garage im Hof |                                                                 |

## Baudenkmale
| Nr.      | Lage                                 | Offizielle Bezeichnung | Beschreibung | Bild                               |
| -------- | ------------------------------------ | --- | --- | ---------------------------------- |
| 09045262 | Arndtstraße 8 (Lage)                 | Villa und Remise | errichtet 1886 Ausführung: Robert Buntzel | Villa Arndtstraße 8                |
| 09045262 | Arndtstraße 8 (Lage)                 | Villa und Remise | Remise |                                    |
| 09045263 | Arndtstraße 12 (Lage)                | Villa und Remise | errichtet um 1886 Ausführung: Robert Buntzel Bauherr: Dietze                                                                                                   | Villa Arndtstraße 12               |
| 09045263 | Arndtstraße 12 (Lage)                | Villa und Remise | Remise |                                    |
| 09045264 | Arndtstraße 11–15 (Lage)             | Ev. Verklärungskirche mit Vorplatz                                                                                        | errichtet von 1899 bis 1900 Entwurf: Baurat Heinrich Klutmann mit Robert Leibnitz Bauherr: Gemeinde Adlershof                                                  | Verklärungskirche                  |
| 09045264 | Arndtstraße 11–15 (Lage)             | Ev. Verklärungskirche mit Vorplatz                                                                                        | Vorplatz |                                    |
| 09045219 | Dörpfeldstraße (Lage)                | Marktbrunnen | errichtet 1912 Entwurf und Ausführung: Alfred Krause Bauherr: Gemeinde Adlershof                                                                               | Marktbrunnen Dörpfeldstraße        |
| 09045282 | Dörpfeldstraße 54–56 (Lage)          | 1. Gemeindeschule Adlershof (heute: Stefan Heym Bibliothek/Artothek)                                                      | errichtet von 1890 bis 1892 Entwurf und Ausführung: Robert Buntzel Bauherr: Gemeinde Adlershof                                                                 | 1. Gemeindeschule Berlin-Adlershof |
| 09045218 | Nipkowstraße 17–19 (Lage)            | Katholische Christus-König-Kirche mit Pfarrhaus                                                                           | errichtet von 1928 bis 1930 Entwurf: Carl Kühn Ausführung: Baugewerkschaft e.G.m.b.H. Bauherr: Katholische Kirche Berlin                                       | Christus-König-Kirche              |
| 09045220 | Radickestraße 43 (Lage)              | 2. Gemeindeschule und Höhere Schule Adlershof                                                                             | Schulgebäude, errichtet 1898 Entwurf: Luserke; Ausführung: J. Traeger Bauherr: Gemeinde Adlershof Erweiterungen und Umbau von 1909 bis 1914 Entwurf: A. Klisch |                                    |
| 09045220 | Radickestraße 43 (Lage)              | 2. Gemeindeschule und Höhere Schule Adlershof                                                                             | Turnhalle |                                    |
| 09045220 | Radickestraße 43 (Lage)              | 2. Gemeindeschule und Höhere Schule Adlershof                                                                             | Toilettengebäude I |                                    |
| 09045220 | Radickestraße 43 (Lage)              | 2. Gemeindeschule und Höhere Schule Adlershof                                                                             | Toilettengebäude II |                                    |
| 09045284 | Radickestraße 59 (Lage)              | Kleinabspannwerk | errichtet von 1930 bis 1931 Entwurf: Hans Heinrich Müller Bauherr: Berliner Elektrizitätswerke AG                                                              | Kleinabspannwerk Berlin-Adlershof  |
| 09076020 | Rudower Chaussee 11 Am Studio (Lage) | zwei kugelförmige Thermolabore des Instituts für Physikalische Chemie der Deutschen Akademie der Wissenschaften zu Berlin | errichtet von 1959 bis 1960 Entwurf: Peter Adolf Thiessen (Institutsleiter) und Horst Welser (Architekt)                                                       | kugelförmige Thermolabore          |

## Gartendenkmale
| Nr.      | Lage                                                                                                 | Offizielle Bezeichnung                                                                     | Beschreibung                                                      | Bild |
| -------- | --- | ------------------------------------------------------------------------------------------ | ----------------------------------------------------------------- | ---- |
| 09010223 | Anna-Seghers-Straße 121–133 Gellertstraße 16–30 Radickestraße 62–66 Schneckenburgerstraße 2–8 (Lage) | Vorgärten und Innenhof mit Brunnenanlage                                                   | Innenhof, errichtet um 1929 Entwurf und Bauherr: Georg Jacobowitz |      |
| 09010223 | Anna-Seghers-Straße 121–133 Gellertstraße 16–30 Radickestraße 62–66 Schneckenburgerstraße 2–8 (Lage) | Vorgärten und Innenhof mit Brunnenanlage                                                   | Brunnenanlage                                                     |      |
| 09010223 | Anna-Seghers-Straße 121–133 Gellertstraße 16–30 Radickestraße 62–66 Schneckenburgerstraße 2–8 (Lage) | Vorgärten und Innenhof mit Brunnenanlage                                                   | Vorgärten                                                         |      |
| 09046369 | Friedlander Straße 156 (Lage)                                                                        | Gedenkanlage für die gefallenen Kämpfer gegen den Kapp-Putsch auf dem Städtischen Friedhof | Entwurf: Hans Kies                                                |      |